# باير هيلث كير فارماسيوتيكالس

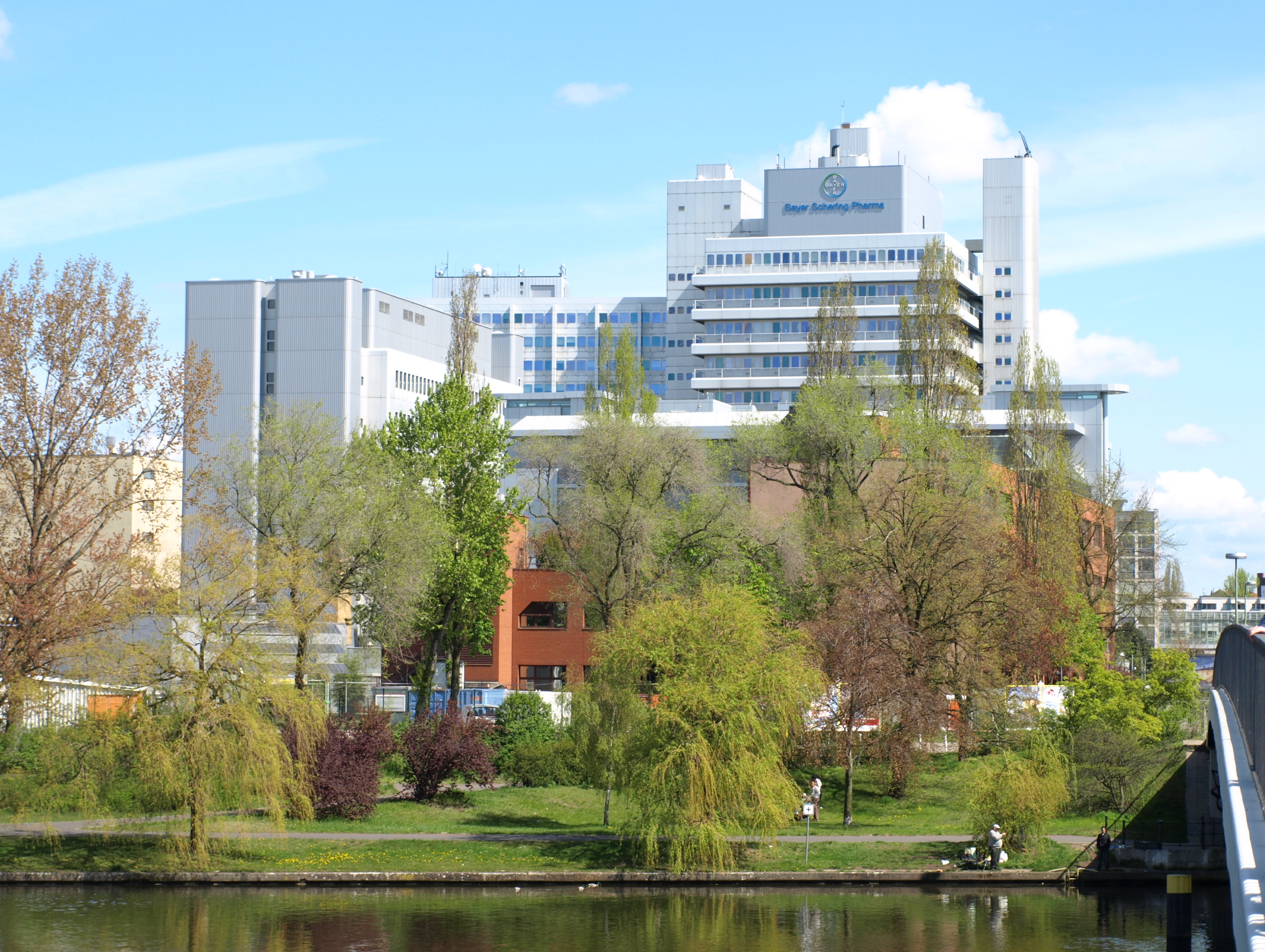
مقر باير هيلث كير فارماسيوتيكالس في برلين

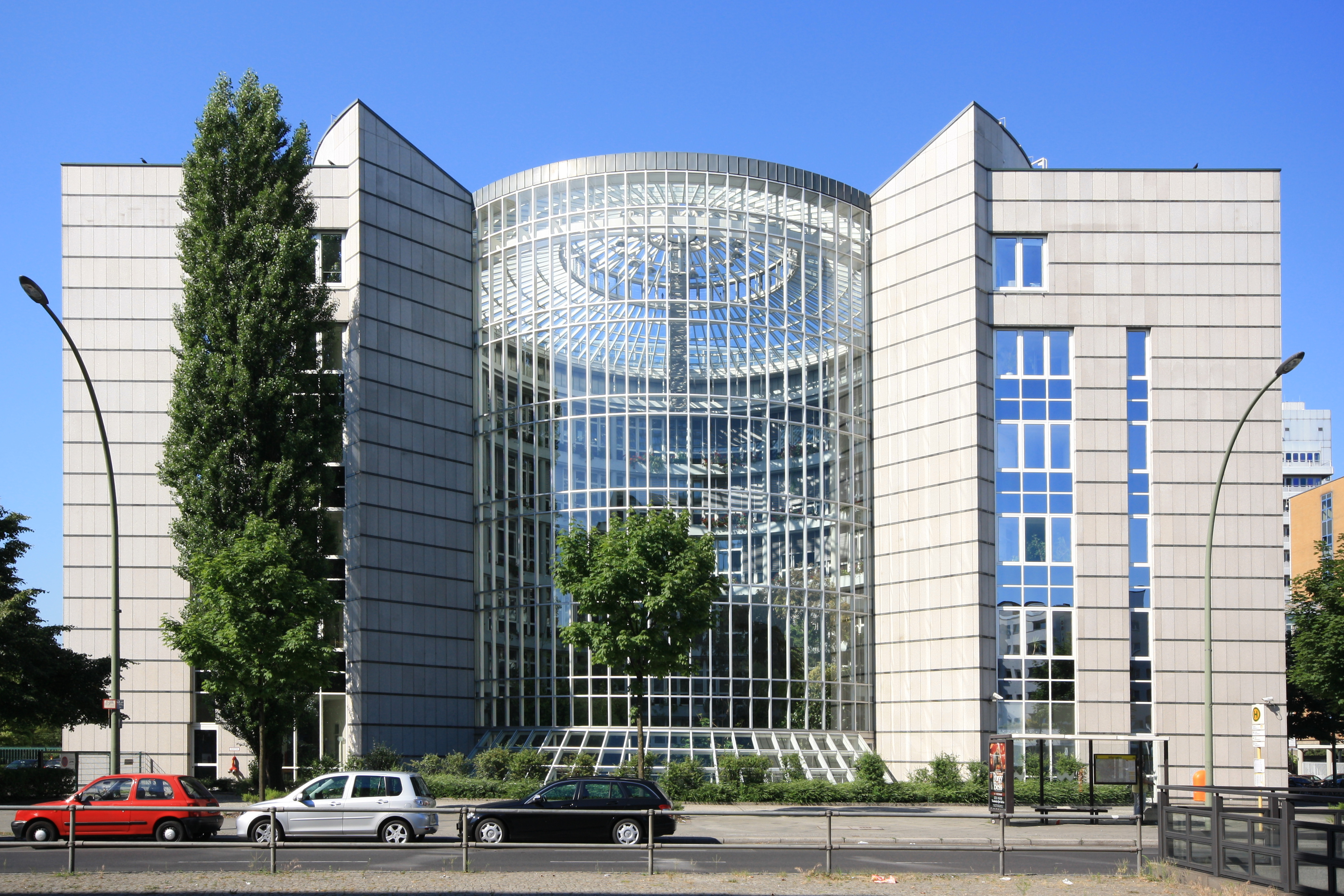
مبنى مكتب العلوم الدوائية في برلين

باير هيلث كير فارماسيوتيكالس (بالإنجليزية: Bayer HealthCare Pharmaceuticals)‏ هي شركة متعددة الجنسيات مختصة بالبحوث والصناعة الدوائية مقرها في ودينغ، برلين، ألمانيا. يعمل فيها أكثر من 40000 موظفا ولها أكثر من 100 فرع حول العالم.
تعد باير هيلث كير فارماسيوتيكالس فرع باير هيلث كير التابع لشركة باير والتي يعمل لصالحها أكثر من 60000 موظفا حول العالم وتبلغ عائداتها من بيع المنتجات الصيدلانية بحدود 20 مليار يورو في عام 2014. مواقع البحث والتطوير التابعة للشركة توجد في برلين وفوبرتال ومشن باي وبيركيلي وتوركو وأوسلو. يقع في برغكامن أكبر منشأة تصنيع دوائية تتبع الشركة.
تأسست باير هيلث كير فارماسيوتيكالس من اندماج باير مع شيرينغ أيه جي في عام 2006. حملت اسم باير شيرينغ فارما حتى أعيد تسميتها عام 2011.

## أبرز المنتجات
هذا جدول بأبرز منتجات باير هيلث كير فارماسيوتيكالس:
| الاسم التجاري             | المادة الفعالة        |
| ------------------------- | --------------------- |
| Xarelto                   | ريفاروكسابان          |
| Kogenate                  | العامل الثامن         |
| Betaseron و Betaferon     | إنترفيرون بيتا-1ب     |
| Mirena                    | لولب رحمي مع بروجستين |
| Nexavar                   | سورافينيب             |
| YAZ و Yasmin و Yasminelle | دروسبيرينون           |
| Adalat                    | نيفيديبين             |
| Aspirin Cardio            | أسبيرين               |
| Glucobay                  | أكاربوز               |
| Avalox و Avelox           | موكسيفلوكساسين        |

## روابط خارجية
- الموقع الرسمي
- القائمة الكاملة للمنتجات